# Pocahontas (Oregon)
Pocahontas az Amerikai Egyesült Államok északnyugati részén, Oregon állam Baker megyéjében, az Elkhorn-hegység közelében elhelyezkedő kísértetváros.
Névadója Pokahontasz, a póhatan törzsszövetség főnökének lánya. A Pine-patak mentén az 1860-as években megalapították Pine Cityt; később John McClain farmer megalapította Pocahontast, és az embereket próbálta rávenni az átköltözésre.
A településen hamarosan szálloda és kovácsműhely is létesült. Az 1863. augusztus 4-én megnyílt posta első vezetője Thomas McMurran volt; a hivatal 1864-ig vagy 1872-ig működött.

## Fordítás
- Ez a szócikk részben vagy egészben  a   Pocahontas, Oregon című angol Wikipédia-szócikk ezen változatának fordításán alapul.  Az eredeti cikk szerkesztőit annak laptörténete sorolja fel. Ez a jelzés csupán a megfogalmazás eredetét és a szerzői jogokat jelzi, nem szolgál a cikkben szereplő információk forrásmegjelöléseként.